# Uberto Bonetti
Uberto Bonetti (31. ledna 1909 – 10. dubna 1993) byl italský malíř a kreslíř, jeden z předních představitelů italského futurismu.
Studoval na Akademii výtvarných umění v Lucca u Lorenza Vianiho. Proslavil se sérií leteckých pohledů na řadu italských měst (Milán, Pisa, Řím, Cagliari a další).